# 24 horas (noticiero ecuatoriano)
“24 horas” es un noticiero ecuatoriano que se transmite por la cadena Teleamazonas desde 1974. Es emitido de lunes a viernes en tres horarios distintos, además de cuatro emisiones los fines de semana. Dicho espacio produce noticieros nacionales y locales tanto en Quito como en Guayaquil. 
Noticias Nacionales
Por más de 50 años Teleamazonas se ha caracterizado por ser el canal de las noticias, por ello sus noticieros nacionales generan un importante impacto, sobre todo por los reportajes de investigación y análisis que realizan.
Noticias Locales
En Quito y Guayaquil las emisiones se dividen para llevar información sobre la región costa y sierra a los televidentes. En este espacio que todos los días tiene cuatro emisiones, periodistas recorren diferentes barrios y exploran las problemáticas sociales de cada ciudad del país.